# Южненское сельское поселение (Ростовская область)
Южненское сельское поселение — муниципальное образование в Мартыновском районе Ростовской области. 
Административный центр поселения — посёлок Южный.

## Административное устройство
В состав Южненского сельского поселения входят:
- посёлок Южный;
- посёлок Восход;
- посёлок Красноармейский;
- хутор Малая Мартыновка;
- посёлок Нагорный;
- посёлок Центральный.

## Население
| 2010  | 2012  | 2013  | 2014  | 2015  | 2016  | 2017  |
| ----- | ----- | ----- | ----- | ----- | ----- | ----- |
| 4844  | ↘4781 | ↘4711 | ↘4678 | ↘4597 | ↘4594 | ↘4583 |
| 2018  | 2019  | 2020  | 2021  |       |       |       |
| ↘4578 | ↗4582 | ↗4593 | ↗4598 |       |       |       |